# 土屋雅春
土屋 雅春（つちや まさはる、1928年（昭和3年）4月8日 - 2001年（平成13年）4月7日）は、日本の医者・医学者（内科学）。学位は、医学博士。慶應義塾大学名誉教授。レジオン・ド＝ヌール勲章受章。

## 略歴
- 1928年（昭和3年）4月8日　新潟県佐渡に生まれる。
- 1953年（昭和28年）　慶應義塾大学医学部卒業
- 1954年（昭和29年）5月 慶應義塾大学医学部内科学教室入局、助手
- 1957年（昭和32年）9月 フランス政府招聘留学生、パリ大学クロードベルナール病院（自律神経の病態生理学的研究）
- 1959年（昭和34年）4月　医学博士号取得
- 1964年（昭和39年）4月　慶應義塾大学医学部内科学講師
- 1964年（昭和39年）6月　北里賞受賞
- 1974年（昭和49年）4月　慶應義塾大学医学部内科学助教授
- 1977年（昭和52年）1月　慶應義塾大学医学部内科学教授
- 1980年（昭和55年）12月　レジオン・ド＝ヌール勲章受章
- 1985年（昭和60年）2月　日本微小循環学会理事長
- 1989年（平成元年）10月　フランス医学アカデミー会員
- 1993年（平成5年）11月　義塾賞受賞
- 1994年（平成6年）4月　慶應義塾大学名誉教授
- 2001年（平成13年）4月7日　肺炎により逝去

## 主要な著作
1. 内分泌のつどい〈第9集〉、内分泌のつどい編集委員会（編）、協同医書出版社、1957年
2. 図説内分泌病への手引、土屋雅春（等著）、医学書院、1969年
3. 免疫学叢書 7、畔柳武雄・大高裕一・松橋直（編著）、医学書院、1972年
4. 消化管の臨床、土屋雅春・朝倉均（編著）、朝倉書店、1975年
5. 肝・胆・膵の臨床、土屋雅春・亀谷麒与隆・石井裕正（編著）、朝倉書店、1975年
6. 肝硬変症の診療、金原出版〈金原医学新書；53〉、1979年1月
7. 肝障害と手術　内・外科医のための診療指針、菅原克彦・土屋雅春（編著）、医歯薬出版、1979年11月
8. 酒と健康、時事通信社〈生活と健康シリーズ〉、1983年6月 ISBN 4-7887-8316-9
9. 肝炎、全日本病院出版会（Health series；18）、1985年2月 ISBN 4-915550-18-4
10. 胃 潰瘍と防御因子、松尾裕・土屋雅春（編著）、メディカルリサーチセンター、1986年10月 ISBN 4-89555-069-9
11. 胃粘膜病変とフリーラジカル、土屋雅春・青池晟（編）、日本医学館、1987年11月 ISBN 4-89044-025-9
12. 胃潰瘍と壁細胞レセプター、土屋雅春・朝倉均（編）、日本医学館、1987年4月 ISBN 4-89044-019-4
13. 医者のみた福澤諭吉　先生、ミイラとなって昭和に出現、中央公論社〈中公新書〉、1996年10月 ISBN 4-12-101330-1
14. 人間と文化　教養講演集64、新書編纂所（編）〈三愛新書〉、三愛会、1998年11月

### 監訳
1. ボッカス消化器病学 1、Berk（編著）、西村書店、1988年12月 ISBN 4-89013-201-5
2. ボッカス消化器病学 2、Berk（編著）、西村書店、1989年12月 ISBN 4-89013-202-3
3. ボッカス消化器病学 3、Berk（編著）、西村書店、1990年12月 ISBN 4-89013-203-1
4. ボッカス消化器病学 4、Berk（編著）、西村書店、1991年11月 ISBN 4-89013-204-X
5. ボッカス消化器病学 5、Berk（編著）、西村書店、1992年12月 ISBN 4-89013-205-8
6. ボッカス消化器病学 6、Berk（編著）、西村書店、1992年12月 ISBN 4-89013-206-6
7. ボッカス消化器病学 7、Berk（編著）、西村書店、1992年12月 ISBN 4-89013-207-4

### 報告書
1. 慢性肝疾患・肝細胞癌患者におけるNatural Killer Cell活性化、土屋雅春・慶應義塾大学、文部省科学研究費補助金研究成果報告書、1979年-
2. ヒト肝癌細胞株HCC-Mにおける発癌遺伝子の検出及びクローン化、土屋雅春・慶應義塾大学、文部省科学研究費補助金研究成果報告書、1984年 - 1985年
3. 超高感度微弱光撮像システムを用いた臓器循環障害過程における活性酸素生成動態の検討、土屋雅春・慶應義塾大学、文部省科学研究費補助金研究成果報告書、1988年 - 1990年
4. 多機能デジタル生体顕微鏡による臓器微小循環障害における酸素ストレスの動的解析、土屋雅春・慶應義塾大学、文部省科学研究費補助金研究成果報告書、1990年 - 1992年
5. 共焦点レーザー生体顕微鏡による臓器微小循環内活性酸素生成動態と細胞障害の解析、土屋雅春・慶應義塾大学、文部省科学研究費補助金研究成果報告書、1992年 - 1993年